# Fujitsu FM 77 AV 40
Fujitsu FM 77 AV 40 (FM 77 AV 40) је кућни рачунар фирме Фуџицу (Fujitsu) који је почео да се производи у Јапану током 1986. године.
Користио је двије MBL 68B09E микропроцесорске јединице а RAM меморија рачунара је имала капацитет од 192 kb (до 448 kb).

## Детаљни подаци
Детаљнији подаци о рачунару FM 77 AV 40 су дати у табели испод.
|                       |                                                          |
| [ 1 ]                 |                                                          |
| Произвођач            | Фуџицу                                                   |
| Тип                   | кућни рачунар                                            |
| Меморија              | 192 (до 448 )                                            |
| Поријекло             | Јапан                                                    |
| Година                | 1986                                                     |
| Тастатура             | инфрацрвено повезана тастатура, са нумеричком тастатуром |
| Процесор              |                                                          |
| Фреквенција процесора | 2                                                        |
| RAM                   | 192 (до 448 )                                            |
| ROM                   | непознато                                                |
| Текст                 | непознато                                                |
| Графика               | 640 x 200 (8 боја), 320 x 200 (262144 или 4096 боја)     |
| Боја                  | 262144                                                   |
| Звук                  | 3 FM гласа + 3 PSG гласа                                 |
| Димензије             | 16 x 38 x 37                                             |
| Портови               |                                                          |
| Оперативни систем     | непознато                                                |